# Stephen Curry
Wardell Stephen "Steph" Curry II (født 14. marts 1988) er en amerikansk basketballspiller, der til dagligt spiller for Golden State Warriors, der valgte ham som nummer 7 i draften i 2009. Stephen Curry blev i 2015 og 2016 udnævnt til NBAs MVP, altså NBAs mest værdifulde spiller. Han er blevet udtaget til All Star-kampen otte gange, og 7 gange i startformationen.
Før han kom til NBA, spillede han for Davidson College.
Curry er søn af den tidligere NBA-spiller, Dell Curry, mens hans bror Seth Curry også spiller i NBA for Brooklyn Nets. 
Curry vandt i 2015 sit første mesterskab med Golden State Warriors. I 2016 tabte hans hold Slutspils-finalen til Cleveland Cavaliers.
Steph Curry satte i 2016, for tredje år i træk, en ny rekord for flest trepointscoringer i en sæson med 402 scoringer.
Steph Curry er den ene halvdel af en af NBAs bedste duoer "The Splash Brothers" sammen med Golden State Warriors shooting guard Klay Thompson; parret lavede i 2016 tilsammen 674 trepointscoringer, hvilket er rekorden for en sæson.